# Udarnyj
Udarnyj (in russo Ударный?) è un insediamento di tipo urbano della Repubblica autonoma della Karačaj-Circassia, nel Caucaso, appartenente al rajon Prikubanskij.
L'insediamento è situato nel nord-est della repubblica, vicino al confine con il Territorio di Stavropol', sulle rive del grande canale di Stavropol'.